# Gyula Odescalchi

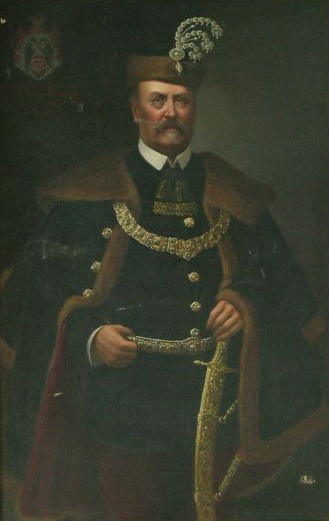
Gyula Odescalchi

Gyula Fürst Odescalchi von Szerém (* 1828 in Pozsony; † 29. September 1895 in Nyitrazsámbokrét, Komitat Nyitra) war ein ungarischer Politiker und Offizier.

## Leben
Gyula Odescalchi entstammte einem ursprünglich italienischen Adelsgeschlecht des Hochadels, dem Haus Odescalchi. Mit 20 Jahren war er bereits Oberleutnant der Nationalgarde (Nemzetőrség) im Komitat Nyitra und nahm am Ungarischen Unabhängigkeitskrieg 1848/1849 teil. Nach dessen Niederschlagung emigrierte er zusammen mit seiner Familie in die Schweiz, kehrte jedoch bereits 1850 wieder zurück nach Ungarn. 
Zwischen 1860 und 1865 repräsentierte er den Wahlbezirk Nyitrazsámbokrét im Ungarischen Landtag. Er war zunächst Mitglied der Linkszentrum-Partei (Balközép párt) und anschließend, nach Fusion dieser, Mitglied der Liberalen Partei (Szabadelvű párt). Als solches war er von 1878 bis 1887 Reichstagsabgeordneter des Wahlbezirks Nagytapolcsány im Komitat Nyitra. Anschließend erhielt er aufgrund des Erbrechts einen Sitz im Magnatenhaus.